# 劉青山 (1912年)
劉青山（1912年—1947年），男，安徽人，台灣省專賣局台中分局科員，二二八事件遇難者。

## 二二八事件
1947年3月初，台灣省專賣局台中分局長趙誠與秘書、總務課長共七人因聽聞將有民眾湧至台中分局抗議，於是攜帶短槍至臺中市市長劉存忠住處躲避，民眾因此湧至劉存忠住處進行抗議，當時專賣局科員劉青山朝民眾開槍，導致台中農學院一名學生當場死亡，另有一人受傷，因此激起眾怒，民眾將劉青山拖出毆打以致重傷送醫，而劉存忠亦受輕傷，其副官楊忠民也受傷。
在蜀蓉居士《台中歷險記》（出自台灣正義出版社：《台灣二二八事件親歷記》第119-123頁，該出版社社長為警備總部參謀長柯遠芬）中指出，「3月2日他被暴眾猛擊昏厥，送往醫院，次日（3日）晚，流氓十餘人，衝入醫院，割去病榻劉君之耳鼻，挖出雙眼，再加猛擊，始告斃命」。
保密局台中組通訊員江海濤整之「台中二二八事變傷亡表」名冊中，記載安徽籍死者劉青山曾在二二八事件時開槍打死民眾，之後於3月7日下午4時45分死亡，死因為「打撲外傷腦出血」，並無提到「割去耳鼻、挖出雙眼」，或民眾衝到醫院殺人等情事。
臺灣省專賣局的《專賣業務特刊》記載：「正擬衝進屋內時，分局劉青山挺身衝出，開槍拒阻，雖擊傷暴徒數人，但青山已被毆重傷。……至劉青山初拘警察局，後送醫院治療，復被暴徒前往剜割耳鼻，致於死地，遺妻乙人」:42-43